# Ferden
Ferden est une commune suisse du canton du Valais, située dans le demi-district de Rarogne occidental.

## Géographie
Ferden se trouve dans le canton du Valais et fait partie du district de Rarogne occidental. C'est la commune la plus basse du Lötschental, à 1 370 m. Elle comprend le village de Ferden et les alpages de Faldum, Resti et Kummen.
Le territoire de Ferden s'étend sur 27,92 km2. Lors du relevé de 2013-2018, les surfaces d'habitations et d'infrastructures représentaient 0,9 % de sa superficie, les surfaces agricoles 16,3 %, les surfaces boisées 20,2 % et les surfaces improductives 62,6 %.

## Toponymie
Le nom de la commune est attesté pour la première fois en 1345 sous la forme « Verdan », puis en 1482 sous la forme « Ferden ». Ce premier nom serait dérivé de l'adjectif « vert », en latin « vĭrĭde » avec le suffixe « -ānum ». Comme adjectif, il signifie ainsi « verdâtre » et comme nom il désignerait des raisins immatures, du chanvre mûrissant tardivement, une variété de poire ou un pré.

## Histoire
D'importants vestiges de l'âge du Bronze, dont des arcs au col du Lötschen, céramiques de l'âge du Fer sur la colline de Kastel, ont été retrouvés en face du village. L'histoire de la commune est liée à celle de la vallée. On trouve à Ferden une rare concentration de constructions en bois du bas Moyen Âge : trois bâtiments utilitaires (raccard et étables, 1299-1303, selon la datation dendrochronologique) et une douzaine de maisons (XVe ou XVIe siècle). De belles maisons en bois des XVIIe et XVIIIe siècles jouxtent, sur la place, la chapelle Sainte-Barbara de 1685. En 1956, Ferden se sépare de la paroisse de Kippel et bâtit une nouvelle église. La richesse proverbiale des habitants reposait sur la forêt, l'agriculture (alpages) et le trafic du col du Lötschen, passage d'importance suprarégionale jusqu'au XVIIIe siècle. Goppenstein, situé sur territoire de Ferden, où l'on exploitait des mines de plomb depuis le XVe siècle, devient le site le plus peuplé du canton après Sion pendant la construction du tunnel du Lötschberg de 1906 à 1913, axe ferroviaire international. La route carrossable date de 1920. L'agriculture recule dès l'entre-deux-guerres devant le tourisme et l'industrie à domicile (tissage) et dès les années 1950 du fait des mutations socio-économiques générales (plus que deux exploitations à plein temps en 2003). La plupart des actifs travaillent hors de la commune dans le secondaire ou le tertiaire, mais beaucoup sont agriculteurs à temps partiel. Le lundi de Pâques, on procède à une distribution de fromage frais, de pain et de vin, selon la tradition locale appelée Osterspende.

## Démographie

### Évolution de la population
Ferden compte 251 habitants au 31 décembre 2022 pour une densité de population de 9 hab/km2. Sur la période 2010-2019, sa population a diminué de −4,2 % (canton : 10,5 % ; Suisse : 9,4 %).  

### Pyramide des âges
En 2020, le taux de personnes de moins de 30 ans s'élève à 21,3 %, au-dessous de la valeur cantonale (31,7 %). Le taux de personnes de plus de 60 ans est quant à lui de 34,2 %, alors qu'il est de 26,6 % au niveau cantonal.
La même année, la commune compte 133 hommes pour 114 femmes, soit un taux de 53,8 % d'hommes, supérieur à celui du canton (49,6 %).
| Hommes | Classe d’âge | Femmes |
| ------ | ------------ | ------ |
| 0,8    | 90 ans ou +  | 0,9    |
| 13,5   | 75 à 89 ans  | 18,4   |
| 18,0   | 60 à 74 ans  | 16,7   |
| 33,1   | 45 à 59 ans  | 28,9   |
| 12,0   | 30 à 44 ans  | 14,9   |
| 15,0   | 15 à 29 ans  | 10,5   |
| 7,5    | - de 14 ans  | 9,6    |

| Hommes | Classe d’âge | Femmes |
| ------ | ------------ | ------ |
| 0,5    | 90 ans ou +  | 1,2    |
| 7,5    | 75 à 89 ans  | 9,4    |
| 16,8   | 60 à 74 ans  | 17,7   |
| 22,2   | 45 à 59 ans  | 21,7   |
| 20,3   | 30 à 44 ans  | 19,4   |
| 17,7   | 15 à 29 ans  | 16,6   |
| 14,9   | - de 14 ans  | 14,1   |

## Héraldique
| Blason | Blasonnement : « Coupé de gueules à la croix tréflée d'argent et de sinople au ciboire d'or à l'hostie mouvante d'argent, rayonnante d'or, une fasce ondée d'argent brochant sur la partition. » |

Les armoiries de Ferden sont officialisées en 1924. La croix représente Maurice d'Agaune, saint patron de la vallée du Lötschental, tandis que le ciboire symbolise la paroisse de Ferden et sa sainte patronne Barbe d'Héliopolis. La fasce ondée représente la Lonza.